# Ignambia fascicularis
Ignambia fascicularis là một loài bọ cánh cứng trong họ Bọ hung (Scarabaeidae).